# 기즈카촌
기즈카촌(일본어: 木塚村)은 일본 고치현 아가와군에 있던 촌이다. 

## 역사
- 1889년 4월 1일 - 정촌제 시행에 의해 2촌의 구역으로 성립하였다.
- 1893년 11월 20일 - 기즈카촌이 분립으로 니시분촌, 요시하라촌이 각각 성립, 동일 기즈카촌은 폐지되었다.

## 참고 문헌
- 角川日本地名大辞典編纂委員会,『角川日本地名大辞典 39 高知県』1983, 角川書店